# Jean-Claude Van Rode
Jean-Claude Van Rode (Vilvoorde, 22 november 1951 – Kuringen, 21 december 2023) was een Belgisch vakbondsleider, rechter en politicus voor de sp.a. Van 1984 tot 2008 was hij voorzitter van ABVV Limburg.

## Biografie
Jean-Claude Van Rode studeerde af als maatschappelijk assistent aan de Erasmushogeschool Brussel en behaalde een bijzondere licentie rechten aan de Vrije Universiteit Brussel. Vervolgens ging hij de slag als pleiter arbeidsrecht voor de socialistische vakbond ABVV in Brussel. In 1984 werd hij voorzitter van ABVV Limburg, een functie die hij tot 2008 uitoefende.
In 1999 werd hij bestuurder van LRM, de Limburgse Reconversiemaatschappij, waarvan hij later ook ondervoorzitter werd. In 2014 eindigde zijn bestuursmandaat bij LRM. Van Rode was ook lid van het directiecomité en de raad van bestuur van de Provinciale Ontwikkelingsmaatschappij Limburg (POM Limburg). Hij was ook jarenlang lid van de raden van bestuur van voetbalclub KRC Genk en Terlamen vzw.
In 2012 werd Van Rode kantoormanager bij Adlex Advocaten, het tweede grootste Limburgse advocatenkantoor. Hij legde deze functie in 2015 neer.
Hij was ook raadsheer in het arbeidshof van Hasselt.
Van Rode stond vijfde op de sp.a-lijst bij de Vlaamse verkiezingen van 2009. Hij werd niet verkozen.
Hij is de vader van Vooruit-gemeenteraadslid van Lummen Lars Van Rode.
Van Rode overleed op 21 december 2023 op 72-jarige leeftijd.